# 大邱10月事件

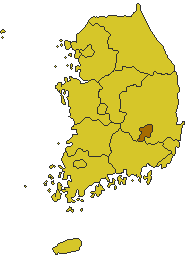
慶尚北道大邱市

大邱10月事件（テグじゅうがつじけん）とは、1946年10月1日にアメリカ軍占領下の南朝鮮慶尚北道大邱でアメリカ軍の軍政に抗議した市民を南朝鮮警察が銃殺したことに端を発し、南朝鮮全土で230万人が蜂起し、136名が犠牲となった事件。10月事件、大邱抗争、10．1事件など様々な呼称がある。

## 概要
1946年5月に南朝鮮全土にコレラが流行し、慶尚北道だけで、4000人が死亡した。その後、水害による交通破綻や強制拠出などにより、米価が日本統治時代に比べて10倍以上に高騰していた。そのような中、9月からは市民による抗議デモが行われていたが、10月1日に大邱府庁前での抗議デモに対して南朝鮮警察が発砲して市民を射殺した。抗議活動が収拾がつかない事態となったため、10月2日にはアメリカ軍が戒厳令を布告した。これに触発され、南朝鮮全土で230万人が参加する騒乱が起きた。事態を収拾するために、アメリカ軍や南朝鮮防衛隊や警察、右翼団体が投入され、136名の犠牲者が出ることになった。事件後には、南朝鮮人のアメリカ軍への支持が失われ、共産主義団体への支持が強まることとなった。